# Oldřich Duras
Oldrich Duras foi um jogador e Grande Mestre de xadrez da Tchecoslováquia. Entre 1906 e 1912 participou de 15 dos 24 mais fortes torneios realizados, se estabelecendo como um dos vinte melhores jogadores do mundo. Seus melhores resultados foram o primeiro lugar em Viena (1908) empatado com Geza Maróczy e Carl Schlechter e a frente de Akiba Rubinstein. Também dividiu as primeiras colocações em Praga (1908) e Breslau (1912), e ficou em segundo lugar em Nuremberga (1906), Viena (1907) e Hamburgo (1910). Devido a falta de tempo para se dedicar as competições, renovou seu interesse em composições e estudos de problemas de xadrez.